# Violons barbares
Violons Barbares est un groupe de musiques du monde français, mêlant des sonorités balkaniques (Bulgarie) et orientales (Mongolie).

## Histoire
Leur premier album, éponyme, sort en 2010. En 2014, ils sortent leur deuxième album, Saulem ai,,. En promotion à l'album, le groupe tourne du 8 février 2014 au 22 novembre 2014 en passant par des pays comme la France, la Suisse, l'Allemagne, et l'Italie.
Wolf's Cry sort en 2018 au label L'Autre Distribution, et est le troisième album studio du groupe. Tout comme les albums précédents, le groupe part en tournée, jouant notamment à l"espace James-Chambaud de Lons. En 2019, ils jouent au Wacken Open Air.
En 2023, le groupe sort l'album Monsters and Fantastic Creatures, qui obtient la note de « 4T » par Télérama. L'album comprend des morceaux notables comme Blanche.

## Membres
- Dandarvaanchig Enkhjargal (Mongolie) - morin khuur, chant diphonique
- Dimitar Gougov (Bulgarie) - gadoulka, chant
- Fabien Guyot (France) - percussions, chant

## Discographie
- 2010 : Violons barbares
- 2014 : Saulem ai
- 2018 : Wolf's Cry
- 2023 : Monsters and Fantastic Creatures